# يوي هاسيجاوا
يوي هاسيكوا (長谷川 唯) (مواليد يناير 1997خطأ في التعبير: عامل > غير متوقع.)، هي لاعبة كرة قدم كانت تلعب كلاعب وسط. ولعبت مع منتخب اليابان لكرة القدم للسيدات.

## وصلات خارجية
- يوي هاسيكوا على موقع الاتحاد الدولي (مؤرشف)  (الإنجليزية)
- يوي هاسيكوا على موقع إي إس بي إن إف سي (الإنجليزية)
- يوي هاسيكوا على موقع قاعدة بيانات كرة القدم.إي يو (الإنجليزية)
- يوي هاسيكوا على موقع Soccerbase.com (لاعب) (الإنجليزية)
- يوي هاسيكوا على موقع Soccerway.com (الإنجليزية)
- يوي هاسيكوا على موقع عالم كرة القدم.نت (الإنجليزية)
- يوي هاسيكوا على موقع أوليمبيديا (الإنجليزية)